# 治權
治權，政治學術語，源自孫中山的權能區分理論，體現於《中華民國憲法》。孫中山認為人民擁有政權，政府擁有治權，治權為政府統治人民的政治能力。治權又可區分為五權，即行政、立法、司法、考試、監察五者。

## 概論
孫中山認為，政治中，統治人民、維持秩序的力量為治權，治權屬於政府所有。政府過度管制，會造成專制，需要人民以政權來加以制衡。
孫中山原始五權憲法理論中，將行政、立法、司法、考試、監察五者皆歸於治權，由政府擁有；政權由國民大會執行，但在《五五憲草》及之後的《中華民國憲法》，將立法權與監察權轉歸為政權機關，而行政、司法、考試三者列為治權機關。1992年修憲之後，監察院不再具備民意機關資格，由政權機關改列為治權機關。
日本學者美濃部達吉與其學生宮澤俊義，反對孫中山提出的權能區分，認為政權與治權都應該屬於人民，將政權與治權分開，將會削弱民主制度。